# Beyssac (Lot)
Beyssac era una comuna francesa que estaba situada en el departamento de Lot, de la región de Occitania, que en 1806 pasó a formar parte de la comuna de Strenquels.

## Demografía
| Gráfica de evolución demográfica de Beyssac entre 1793 y 1800 |
|                                                               |

Los datos demográficos contemplados en este gráfico se han cogido de la página francesa EHESS/Cassini.